# مطار الموصل الدولي
مطار الموصل الدولي (إياتا: OSB، إيكاو: ORBM) هو مطار دولي يقع في مدينة الموصل عاصمة محافظة نينوى ثاني أكبر مدينة في العراق بعد العاصمة بغداد، يبعد المطار عن وسط مدينة الموصل حوالي 5 كم، ويرجع تاريخ إنشائه إلى عام 1920 حيث قام بإنشائه سلاح الجو الملكي البريطاني أثناء فترة الاحتلال البريطاني للعراق، وتحول المطار من مطار عسكري إلى مطار مدني سنة 1922، وفي العصر الحديث بقي المطار بدون أي حركة ملاحية تذكر، وذلك بسبب حظر الطيران الذي كان مفروضاً على العراق ضمن عقوبات الأمم المتحدة بعد الغزو العراقي للكويت في عام 1990. إلى أن قام الجيش الأمريكي بغزو العراق سنة 2003، وأصبح المطار قاعدة جوية عسكرية أمريكية، وبعد تسليم المطار للحكومة العراقية أعيد تطويره بشكل جذري ليتطابق والمعايير الدولية للسلامة، حيث أعيد افتتاح المطار في ديسمبر 2008، ويعتبر المطار أحد مقرات شركة الخطوط الجوية العراقية.

## خطوط وشركات الطيران
- الخطوط الجوية العراقية (دبي، بغداد)
- جوبيتر إيرلينز "Jupiter Airlines" (دبي)

## مشروعات التطوير
قام مجلس محافظة نينوى بإقرار خطة مشروع إعادة تأهيل مطار الموصل، وقد تم تخصيص مبلغ مليون وخمسمئة ألف دولار لإنجاز المشروع، والذي سيتضمن تجديد مدرج الطائرات ونصب أجهزة حديثة ومتطورة مع إنشاء مرافق خدمية متنوعة. لكنها توقفت في عام 2014 بسبب سيطرة داعش على الموصل. وفي 2017 تم تحرير المطار لكنه تعرض لتدمير شامل.

## إعادة تعمير المطار
في تاريخ 10 آب/أغسطس 2022، وضع رئيس الوزراء مصطفى الكاظمي حجر الأساس لإعادة تعمير مطار الموصل الذي ما زال يعاني دماراً كبيراً منذ خمس سنين على طرد تنظيم الدولة الإسلامية من الموصل.
تم افتتاح المطار رسميا هذا اليوم الأربعاء 16 تموز 2025  من قبل السيد رئيس الوزراء العراقي محمد شياع السوداني. 